# Shirakiacris tenuistris
Shirakiacris tenuistris är en insektsart som beskrevs av Huang, C. 1988. Shirakiacris tenuistris ingår i släktet Shirakiacris och familjen gräshoppor. Inga underarter finns listade i Catalogue of Life.